# Dzinara Alimbekava
Dzinara Alimbekava (belarusiska: Дзінара Алімбекава), född 5 januari 1996 i Abaj i Kazakhstan, är en belarusisk skidskytt som tävlar i världscupen. Alimbekava deltog i olympiska vinterspelen 2018 och ingick tillsammans med Nadzeja Skardzina, Iryna Kryuko och Darja Domratjava i det belarusiska laget som vann guld i damernas stafett.
Den 11 december 2020 tog Alimbekava sin första pallplats tillika seger i världscupen när hon vann sprinttävlingen i Hochfilzen.

## Resultat

### Pallplatser i världscupen

#### Individuellt
Alimbekava har två individuella pallplatser i världscupen: en seger och en andraplats.
| Säsong  | Datum            | Plats      | Disciplin         | Placering |
| ------- | ---------------- | ---------- | ----------------- | --------- |
| 2020/21 | 11 december 2020 | Hochfilzen | Sprint (7,5 km)   | 1:a       |
| 2020/21 | 13 december 2020 | Hochfilzen | Jaktstart (10 km) | 2:a       |

### Ställning i världscupen
| Säsong  | Totalt | Totalt | Distans | Distans | Sprint | Sprint | Jaktstart | Jaktstart | Masstart | Masstart |
| Säsong  | Poäng  | Plac.  | Poäng   | Plac.   | Poäng  | Plac.  | Poäng     | Plac.     | Poäng    | Plac.    |
| ------- | ------ | ------ | ------- | ------- | ------ | ------ | --------- | --------- | -------- | -------- |
| 2017/18 | 24     | 74:e   | 6       | 50:e    | 17     | 70:e   | 1         | 84:e      | –        | –        |
| 2018/19 | 99     | 53:e   | 0       | –       | 67     | 42:a   | 32        | 53:e      | –        | –        |
| 2019/20 | 15     | 76:e   | 8       | 58:e    | 7      | 79:e   | 0         | –         | –        | –        |

### Olympiska spel
| Tävling          | Distans | Sprint | Jaktstart | Masstart | Stafett | Mixedstafett |
| ---------------- | ------- | ------ | --------- | -------- | ------- | ------------ |
| Pyeongchang 2018 | 56:e    | —      | —         | —        | Guld    | —            |
| Peking 2022      | 5:e     | —      | —         | —        | —       | 6:e          |

### Världsmästerskap
| Tävling        | Distans | Sprint | Jaktstart | Masstart | Stafett | Mixedstafett | Singelmixed |
| -------------- | ------- | ------ | --------- | -------- | ------- | ------------ | ----------- |
| Östersund 2019 | 85:e    | 13:e   | 35:e      | —        | 11:e    | —            | —           |
| Antholz 2020   | —       | 72:a   | —         | —        | 13:e    | —            | —           |
| Pokljuka 2021  | 17:e    | 40:e   | 21:a      | 26:e     | 4:e     | 14:e         | —           |